# Heliogábalo
Sexto Vario Avito Basiano (en latín, Sextus Varius Avitus Basianus; Emesa, Siria, c. 203-Roma, 11 de marzo de 222) fue un noble y sacerdote romano, emperador de la dinastía Severa que reinó durante cuatro años, desde 218 hasta 222. Fue un emperador muy joven, pues tenía apenas catorce años cuando accedió al trono, y dieciocho cuando fue asesinado. Al convertirse en emperador tomó el nombre de Marco Aurelio Antonino Augusto, y mucho tiempo después de su asesinato empezó a ser conocido como Heliogábalo o Elagábalo (en latín Elagabalus).
Era hijo de Sexto Vario Marcelo y Julia Soemia Basiana, y desde temprana edad sirvió como sacerdote del dios El-Gabal en su ciudad natal, Emesa (actual Homs, en Siria). 
En 217, el emperador Caracalla (r. 198-217) fue asesinado y reemplazado por su prefecto del pretorio, Macrino (r. 217-218). La tía materna de Caracalla, Julia Mesa, promovió con éxito una revuelta entre la Legio III Gallica para conseguir que su nieto mayor, Heliogábalo, fuera declarado emperador en su lugar. Macrino fue derrotado el 8 de junio de 218, en la batalla de Antioquía, con lo cual Heliogábalo, de 14 años de edad, ascendió al trono imperial y comenzó un reinado marcado por la polémica.
Durante su mandato, Heliogábalo hizo caso omiso de las tradiciones religiosas y los tabúes sexuales de Roma. Reemplazó al dios Júpiter, cabeza del panteón romano, por su dios asimilado como Sol Invicto (Deus Sol Invictus), y obligó a miembros destacados del gobierno de Roma a participar en los ritos religiosos en honor de la deidad, de la que él era sumo sacerdote. 
Se casó hasta cinco veces y se dice que otorgó favores a personas que se creía pudieran ser sus amantes homosexuales, hasta el punto de que se le acusó de haberse prostituido él mismo en el palacio imperial, como parte de un ritual religioso. Su comportamiento provocó el rechazo de la Guardia Pretoriana y del Senado romano.
En medio de una creciente oposición, Heliogábalo, con solo 18 años de edad, fue asesinado y reemplazado por su primo, Alejandro Severo (r. 222-235), en una conjura tramada por su abuela, Julia Mesa, y por miembros de la Guardia Pretoriana. 
Heliogábalo desarrolló entre sus contemporáneos una reputación de excentricidad, decadencia y fanatismo que fue probablemente exagerada por sus sucesores y rivales políticos. Esta propaganda trascendió posteriormente y, como resultado de ello, Heliogábalo es uno de los emperadores romanos más vilipendiados por los historiadores antiguos. Por ejemplo, Edward Gibbon escribió que Heliogábalo «se abandonó a los placeres más groseros y a una furia sin control». B.G. Niebuhr consideró que el nombre de Heliogábalo quedaba grabado en la historia por encima de otros debido a su "indescriptiblemente desagradable vida".

## Familia
Heliogábalo nació en 203 en Emesa, en la provincia romana de Siria, con el nombre de Vario Avito Basiano (en latín, Varius Avitus Basianus). Era hijo de Sexto Vario Marcelo y de Julia Soemia Basiana. Su padre pertenecía al orden ecuestre romano pero más tarde alcanzó el rango de senador. Su madre era prima del emperador romano Caracalla. 
Su abuela materna, Julia Mesa, era viuda del cónsul Julio Avito, hermana de Julia Domna y cuñada del emperador Septimio Severo (r. 193-211). Era una poderosa matrona romana. Por su parte, su tía materna era Julia Mamea, casada con el aristócrata Marco Julio Gesio Marciano, y el hijo de ambos fue su primo y sucesor Alejandro Severo. 

### El-Gabal
La familia de Heliogábalo tenía derechos hereditarios al sacerdocio del dios sol El-Gabal, de quien Heliogábalo era sumo sacerdote en su natal Emesa.
El nombre El-Gabal en un principio se refería a la deidad patrona del lugar de nacimiento del emperador."El" se refiere a la principal deidad semítica, mientras que "Gabal", que significa montaña (compárese con el hebreo gevul y el árabe jebel), es su manifestación de Emesa.
El dios fue más tarde llevado a Roma y asimilado con el único dios solar, que era conocido como Sol Indiges en la época republicana, y más tarde Sol Invictus durante los siglos II y III. Así, Avito adoptó el nombre del dios, llamándose "Elagabalus".

## Ascenso al poder
Cuando tomó el poder el emperador Macrino (r. 217-218), quiso eliminar la amenaza que suponía la familia sobreviviente al occiso Caracalla, enviándolos al exilio. Julia Mesa, sus dos hijas y su nieto mayor, Heliogábalo, fueron enviados a su residencia rural de Emesa. Una vez asentados allí, Julia Mesa comenzó a tramar un complot junto con su consejero eunuco y tutor de Heliogábalo -el general Gannys- para derrocar a Macrino y situar a Heliogábalo -que solo contaba con 14 años de edad- en el trono imperial.
Heliogábalo y su madre se adhirieron a las pretensiones de Julia Mesa y fraguaron la mentira de que Heliogábalo era hijo ilegítimo de Caracalla, por lo que los partidarios del otrora emperador le debían lealtad ahora al adolescente.
Después de que Julia Mesa exhibiera sus riquezas ante la Tercera legión en Raphana, Siria, ésta juró lealtad a Heliogábalo. Al amanecer del 16 de mayo de 218, Publio Valerio Comazón Eutiquiano, comandante de la legión, declaró emperador al joven Heliogábalo. Para fortalecer su legitimidad a través de más propaganda, Heliogábalo asumió los nombres con los que se identificaba Caracalla, Marco Aurelio Antonino.
En respuesta, Macrino despachó a la región a su prefecto del pretorio, Ulpio Juliano, con un contingente de tropas que consideraba suficientemente fuerte para aplastar la rebelión. Sin embargo, esta fuerza pronto se rebeló contra el emperador y se adhirió a las tropas leales a Heliogábalo cuando, durante la batalla, se declararon sublevados ante sus comandantes. Los oficiales fueron asesinados y la cabeza de Juliano fue enviada de vuelta al emperador. Entonces, Macrino envió cartas al Senado, arguyendo que la presunta ascendencia de Heliogábalo era falsa y alegando locura en su rival. Así consiguió que Heliogábalo fuese condenado por los cónsules y otros líderes romanos y el Senado, por consiguiente, declaró la guerra tanto a Heliogábalo como a Julia Mesa.
Macrino y su hijo, debilitados por la deserción de la Segunda Legión -debido a los sobornos y promesas lanzados por Julia Mesa- fueron derrotados el 8 de junio de 218 en la Batalla de Antioquía por tropas comandadas por Gannys. Macrino huyó hacia la península itálica, disfrazado de mensajero, pero fue más tarde interceptado cerca de Calcedonia y ejecutado en Capadocia. Su hijo Diadumeniano, enviado por su seguridad a la corte del Imperio Parto, fue capturado en Zeugma y también ejecutado.
Heliogábalo declaró la fecha de la victoria en Antioquía como el comienzo de su reinado y asumió los títulos imperiales sin la aprobación previa del Senado, lo que violaba la tradición, pero que no era un hecho aislado entre los césares del siglo III.
Se enviaron cartas de reconciliación a Roma extendiendo la amnistía al Senado y reconociendo las leyes, y condenando al mismo tiempo la administración de Macrino y su hijo. Los senadores respondieron reconociendo a Heliogábalo como emperador y reconociéndolo finalmente como hijo de Caracalla. Caracalla y Julia Domna fueron deificados por el Senado, al tiempo que tanto Julia Mesa como Julia Soemia fueron elevadas al rango de augustas, y la memoria de Macrino y Diadumeniano fue condenada y vilipendiada por el Senado. El anterior comandante de la Tercera Legión, Comazón, fue nombrado comandante de la Guardia pretoriana.

## Emperador

### Primer año

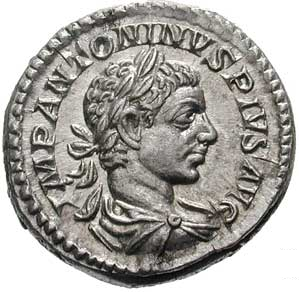
Un denario encargado por Heliogábalo, mostrando su retrato.

Heliogábalo y su corte pasaron el invierno de 218 en Bitinia de Nicomedia, donde las prácticas y convicciones religiosas del nuevo emperador se hicieron evidentes, manifestando que serían un verdadero problema. El historiador contemporáneo Dión Casio sugiere que el general Gannys fue, de hecho, asesinado por el nuevo emperador debido a que estaba forzando a Heliogábalo a vivir "mesurada y prudentemente".
Para ayudar al pueblo romano a adaptarse a la idea de tener a un sacerdote oriental como emperador, Julia Mesa hizo enviar a Roma un retrato de Heliogábalo vestido de sacerdote y dispuso que se situara por encima de la estatua de la diosa Victoria en el edificio del Senado. Esto puso a los senadores en una posición incómoda, pues al mismo tiempo que hacían ofrendas a la diosa, estaban reverenciando al emperador.
Las legiones quedaron consternadas ante su comportamiento y rápidamente lamentaron su decisión de haberlo apoyado como emperador.
Mientras Heliogábalo estaba todavía de camino a Roma, estallaron pequeñas revueltas en la Legión Cuarta, por instigación del senador Gelio Máximo, quien pretendía usurpar el poder, y en la Legión Tercera (la misma que lo proclamó emperador) bajo el mando del senador Vero. La rebelión fue rápidamente aplastada y la Tercera Legión fue disuelta y sus miembros retirados.
Cuando la corte llegó finalmente a Roma en otoño de 219, Comazón y otros aliados de Julia Mesa y Heliogábalo recibieron cargos importantes y lucrativos, lo que generó irritación en muchos senadores que no los consideraban respetables.
Después de ejercer como prefecto del pretorio, Comazón ejerció en tres ocasiones como prefecto de la ciudad de Roma, y dos como cónsul. Heliogábalo intentó también que su esclavo Hierocles fuese nombrado César, mientras su presunto amante Zotico, fue nombrado cubiculario, cargo que si bien no era administrativo, sí era muy influyente.
Se aclamó ampliamente su oferta de amnistía para los líderes romanos, aunque el jurista Ulpiano fue exiliado.
En un principio los lazos de Heliogábalo con Julia Mesa y Julia Soemia eran fuertes. Su madre y su abuela se convirtieron en las primeras mujeres en la historia de Roma que fueron admitidas en el Senado y ambas recibieron títulos senatoriales: se dio el título tradicional de Clarissima a Julia Soemia y el menos ortodoxo de Mater Castrorum et Senatus a Mesa. Su abuela intentó establecerse como poder en la sombra y, por lo tanto, como la mujer más poderosa del mundo romano, pero pronto se hizo evidente la independencia de Heliogábalo.

### Controversia religiosa

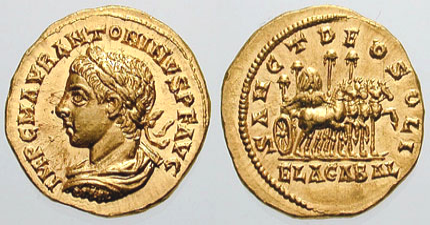
Áureo romano representando a Heliogábalo. En el reverso se lee Sanct Deo Soli Elagabal (Al sagrado dios del sol Elagabal), y representa una cuadriga dorada que lleva la sagrada piedra del templo de Emesa.

Desde el reinado de Septimio Severo, el culto al dios solar se había extendido por el imperio. Heliogábalo vio en ello una oportunidad de hacer de su dios, El-Gabal, la principal deidad del panteón romano. El dios fue rebautizado como Deus Sol Invictus (Dios Sol Invicto) y fue impuesto incluso por encima de Júpiter.
Como signo de la unión con la religión romana, Heliogábalo consideró como esposas de El-Gabal a Astarté, Minerva, Urania, o a algún tipo de combinación de las tres deidades.
El emperador provocó un escándalo mayor cuando se casó con la virgen vestal Aquilia Severa, aduciendo que el matrimonio produciría "niños parecidos a los dioses". El hecho quebrantó flagrantemente la ley y la tradición romanas, ya que cualquier vestal que tuviera relaciones sexuales debía ser enterrada viva.
Se construyó un lujoso templo llamado el Elagabalium en la ladera oriental del Palatino para albergar a El-Gabal, que estaba representado por un meteorito cónico negro de Emesa. Hablando de esta piedra, Herodiano el Estoico dijo: 

Esta piedra es venerada como si hubiese sido enviada desde el cielo, sobre ella hay algunos trozos sobresalientes y unas marcas que están resaltadas, respecto de los cuales el pueblo pretende creer que son una imagen del sol, porque es así como los ven.

Con el objeto de convertirse en el sumo sacerdote de su nueva religión, Heliogábalo se hizo circuncidar. Herodiano relata que forzó a los senadores a contemplar su danza ante el altar de Deus Sol Invictus al toque de tambores y címbalos, y cada solsticio de verano de su reinado celebró un gran festival en honor de la deidad, que se hizo muy popular entre las masas porque se les distribuía comida en abundancia. Durante este festival, Heliogábalo colocaba a su dios-piedra en un carruaje adornado con oro y joyas, que desfilaba por la ciudadː

Un carro tirado por seis caballos llevaba a la divinidad, los caballos enormes y de un blanco puro, con caros arreos de oro y ricos ornamentos. Nadie sostenía las riendas, y nadie llevaba el carro; el vehículo era escoltado como si el propio dios fuera el auriga. Heliogábalo corría hacia atrás enfrente del carro, mirando al dios, y sosteniendo las riendas de los caballos. Hacía todo el viaje de esta forma, al revés, mirando al rostro de su dios.
Herodiano

Las reliquias más sagradas de la religión romana fueron trasladadas desde sus respectivos santuarios al Elagabalium, incluyendo la Gran Madre, el fuego de Vesta, los Escudos de los saliares y el Paladio, para hacer que ningún otro dios salvo El-Gabal fuera venerado.
Se ha asociado esta reforma religiosa, así como el traslado a Roma del betilo de El-Gabal en Emesa, con cierto fenómeno astronómico que los augures habrían interpretado como un presagio acerca del nuevo emperador: el perihelio del Cometa Halley, a 17 de mayo de 218, justo en el día posterior a la proclamación de Heliogábalo por parte de la Legio III Gallica.

### Controversia sexual

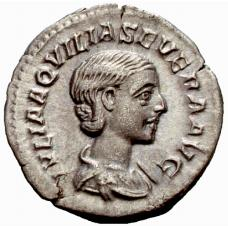
Denario romano representando a Aquilia Severa, la segunda esposa de Heliogábalo. El matrimonio causó escándalo público porque Aquilia era una virgen vestal, que según la ley romana debía ser célibe durante 30 años.

La orientación e identidad sexual de Heliogábalo han sido objeto de gran controversia y debate a lo largo de la historia. Se casó 5 veces con mujeres, dos de las cuales son desconocidas. Su primera esposa fue Julia Cornelia Paula; la segunda fue la vestal Julia Aquilia Severa, pero el mismo año, la abandonó y se casó con Annia Faustina, descendiente de Marco Aurelio y viuda de un hombre, Pomponio Baso, recientemente ejecutado por Heliogábalo. A finales de año, había vuelto con Severa.
Sin embargo, según Dión Casio, su relación más estable parece haber sido la que mantuvo con su auriga, un esclavo rubio de Caria llamado Hierocles, a quien incluso se refería como su marido. La Historia Augusta sostiene que también se casó con un hombre llamado Zotico, un atleta de Esmirna, en una ceremonia pública en Roma.
Dión Casio dice que Heliogábalo se pintaba los ojos, se depilaba y lucía pelucas para prostituirse en tabernas y prostíbulos, e incluso en el palacio imperial:

Finalmente, él reservó una habitación en el palacio y allí cometía sus indecencias, permaneciendo siempre desnudo en el umbral, como hacen las prostitutas, y moviendo la cortina que colgaba de anillos dorados, mientras que en una voz suave y conmovedora se ofrecía a los que pasaban por el corredor.

Herodiano comenta que Heliogábalo era extremadamente vanidoso y retocaba su belleza natural luciendo maquillaje en exceso. Le describe como "encantado de ser llamado la amante, la esposa, la reina de Hierocles". 
Según Herodiano, corría el rumor que el emperador había ofrecido enormes cantidades de dinero al médico que pudiera dotarle de genitales femeninos. Por estos motivos, Heliogábalo ha sido considerado por escritores modernos como el primer caso documentado de persona transexual.
Otras fuentes le describen de esta guisa:

Aquel joven disoluto (el más inmoral de los césares romanos) se presentaba en las calles de Roma, en aquellas mismas que pisara el severo Catón, acompañado de chicos jóvenes que le servían en las horas de placer, y mirando siempre hacia atrás, cual lo exigían los extraños ritos de su religión. Es interminable la lista de sus extravagancias. Llegó a casarse con una vestal, y en alguna ocasión declaró públicamente que era mujer y, al efecto, contrajo matrimonio sucesivamente con un oficial y con un esclavo. Iba siempre muy perfumado, y sus vestidos iban adornados con oro abundante y muchas piedras preciosas. En el Quirinal estableció un Senado integrado por mujeres y presidido por su madre.
Varios autores. El Imperio Mundial de los Césares. Historia Universal (1960)

### Caída y asesinato
Para el año 221, las excentricidades de Heliogábalo, especialmente su relación con Hierocles, enfurecían cada vez más a los soldados de la Guardia pretoriana.
Cuando Julia Mesa se dio cuenta de que el apoyo popular al emperador estaba en rápido declive, decidió que tanto él como su madre, que lo había apoyado en sus prácticas religiosas, tenían que ser sustituidos. Como alternativa, se volvió hacia su otra hija, Julia Avita Mamea, y su hijo de 13 años, Alejandro Severo. Convenció a Heliogábalo para que adoptara a su primo como heredero, le diera el título de César y compartiera con él el consulado de ese año. Sin embargo, Heliogábalo reconsideró su decisión cuando comenzó a sospechar que la Guardia Pretoriana prefería a su primo por encima de él.
Después del fracaso de varios atentados contra la vida de Alejandro, Heliogábalo privó a su primo de sus títulos, revocó el consulado e hizo circular la noticia de que Alejandro estaba próximo a la muerte para provocar una reacción en los pretorianos. Se desencadenó un motín, y la guardia exigió ver a Heliogábalo y Alejandro en el campo pretoriano. El emperador accedió a ello y el 11 de marzo de 222 se presentó con su primo y su madre Julia Soemia. Al llegar, los soldados aclamaron a Alejandro como emperador, mientras ignoraban a Heliogábalo, quien ordenó un arresto sumario y la ejecución de cualquiera que hubiese intervenido en esta revuelta. A modo de respuesta, los pretorianos atacaron a Heliogábalo y a su madre:

Así que intentó huir, y podría haber llegado a algún lugar escondido en un arcón, pero fue descubierto y le dieron muerte, a los 18 años de edad. Su madre, que lo abrazó estrechamente, pereció con él; cortaron sus cabezas y sus cuerpos, después de haberlos desnudado, primero los arrastraron por toda la ciudad, y luego el cuerpo de la madre fue dejado en algún lugar, mientras que el de él fue arrojado al río.
Dión Casio
Después de su deposición, muchas personas relacionadas con Heliogábalo fueron asesinadas, entre ellas Hierocles y Comazón. Sus edictos religiosos fueron revocados y El-Gabal devuelto a Emesa. Se prohibió que las mujeres volvieran a acudir a las reuniones del Senado, y se decretó sobre su persona la damnatio memoriae, que implicaba que su nombre fuese borrado de todos los documentos públicos.

## Legado

### Historiografía

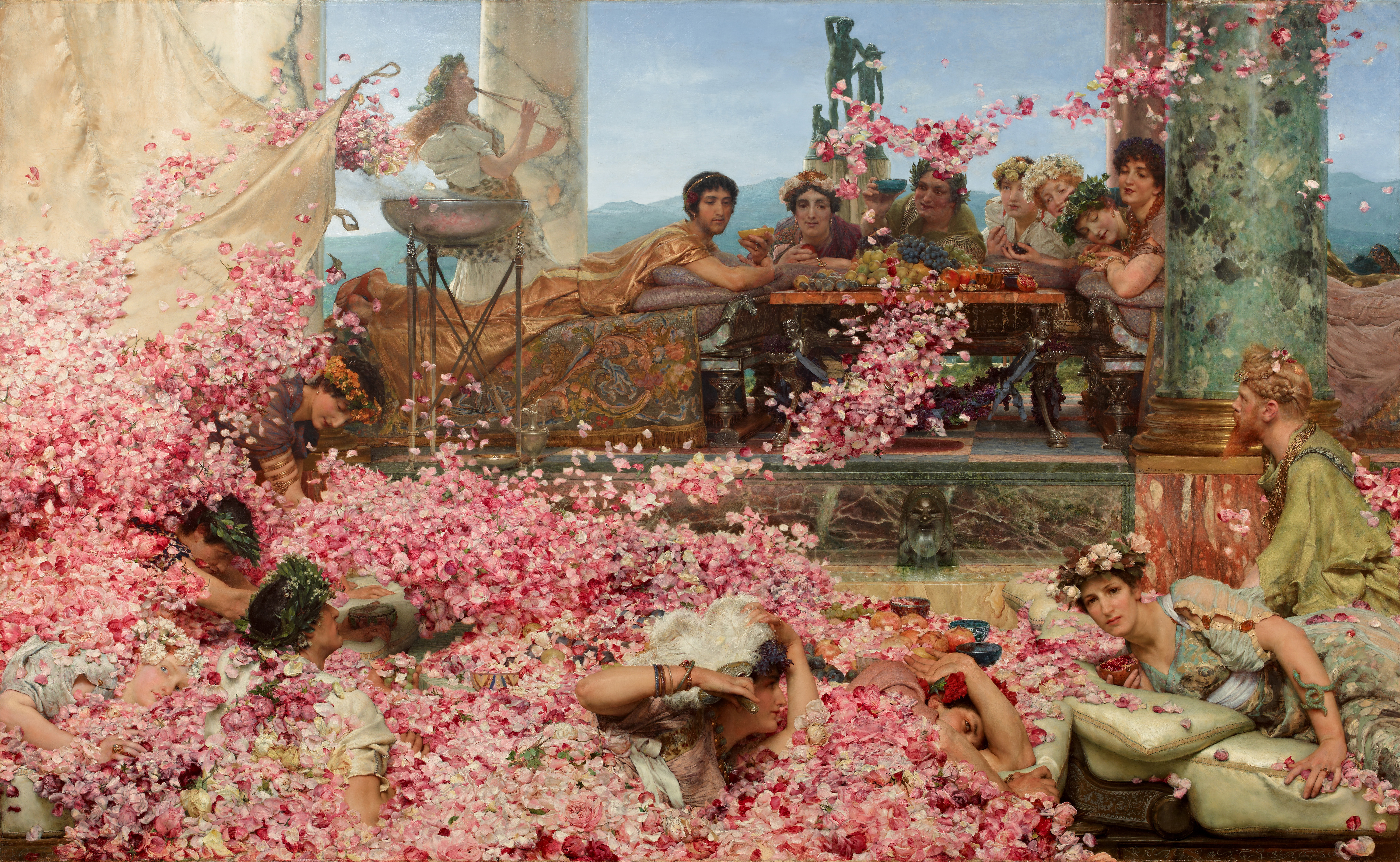
Las rosas de Heliogábalo, de Sir Lawrence Alma-Tadema, 1888.

Inmediatamente después de su muerte, comenzó una campaña de propaganda contra Heliogábalo, atribuida tradicionalmente a Julia Avita Mamea. Circularon sobre él muchas historias denigrantes y falsas, y sus excentricidades pueden haberse exagerado. La más famosa de ellas fue inmortalizada en una pintura del siglo XIX, Las rosas de Heliogábalo, cuadro que retrata cómo asfixió a invitados de una cena con una masa de «violetas y rosas» que lanzaban desde arriba.

#### Historia Augusta
La fuente de muchas de estas historias sobre la disipación de Heliogábalo es la Historia Augusta, que, según opinión general entre los eruditos, parece poco fiable en cuanto a los detalles. La Historia Augusta fue muy probablemente escrita hacia el final del siglo IV, durante el reinado del emperador Teodosio I y debe tanto a la invención de sus autores como a las fuentes históricas. La vida de Heliogábalo descrita en la Historia Augusta se cree que es en gran medida una obra de ficción histórica. Sólo las secciones 13 a 17, referentes a la caída de Heliogábalo, están consideradas como de cierto valor histórico.

#### Dion Casio
Fuentes más creíbles que la Historia Augusta son los historiadores, contemporáneos de Heliogábalo, Dion Casio y Herodiano. Dion Casio vivió desde la segunda mitad del siglo II hasta algún momento posterior a 229. Nacido en el seno de una familia patricia, pasó la mayor parte de su vida en cargos públicos. Fue senador con el emperador Cómodo y gobernador de Esmirna después de la muerte de Septimio Severo. Más tarde sirvió como cónsul sufecto alrededor de 205, y como procónsul en África y Panonia. Alejandro Severo lo tenía en alta estima y le hizo cónsul de nuevo. Su Historia romana abarca cerca de un milenio, desde la llegada de Eneas a Italia hasta el año 229. Como contemporáneo de Heliogábalo, el relato de Dion Casio de su reinado se considera, en general, más fiable que la Historia augusta, aunque debe destacarse que Dion pasó la mayor parte de este período fuera de Roma y tenía que fiarse de relatos de segunda mano cuando compuso su Historia romana. Más aún, el clima político tras el reinado de Heliogábalo y su propia posición dentro del gobierno de Alejandro hacen que su fiabilidad deba considerarse limitada.

#### Herodiano
Otro contemporáneo de Heliogábalo fue Herodiano, un funcionario menor que vivió desde alrededor de 170 hasta 240. Su obra, Historia del Imperio romano desde Marco Aurelio, cuyo título es generalmente abreviado como Historia romana, es el relato de un testigo presencial del reinado de Cómodo hasta el comienzo del reinado de Gordiano III. Su obra, en gran medida, se superpone a la Historia romana de Dion Casio, pero ambos textos parecen ser fuentes independientes que concuerdan entre sí. Aunque Herodiano no es considerado tan fiable como Dion Casio, su falta de pretensiones literarias y eruditas le hace menos tendencioso que los historiadores senatoriales. Herodiano está considerado como la fuente más importante respecto a las reformas religiosas que acontecieron durante el reinado de Heliogábalo, lo que ha sido confirmado por la moderna evidencia numismática y arqueológica.

### Heliogábalo en la literatura y el arte posteriores
Durante la Edad Media, el conocimiento sobre Heliogábalo se limita a los concisos datos que proporcionan las fuentes de la Antigüedad tardía, principalmente los autores patrísticos Orosio y Jerónimo, y el Epitome de Caesaribus. Por ello es mencionado de forma igualmente breve en las obras de los autores medievales Otón de Freising y Vincent de Beauvais. En el Renacimiento, las fuentes disponibles aumentaron considerablemente. Giovanni Boccaccio dedicó a la madre de Heliogábalo, Julia Soemia Basiana, un detallado capítulo de su obra De claris mulieribus, donde aborda el tema desde el punto de vista de la indignidad que supone el gobierno de una prostituta. Esta obra tendría un papel importante en la imagen posterior de Heliogábalo, quien, además de ser considerado afecto a todo vicio imaginable, aparecería en adelante como el hijo de una prostituta, y se pondría como ejemplo de los males que acarrea la influencia de las mujeres en el gobierno del estado.
Más tarde, al menos a partir de la obra de Edward Gibbon, se impuso la imagen de Heliogábalo como un déspota oriental, y se consideró a menudo su reinado como una victoria de la barbarie de Oriente frente a las virtudes tradicionales romanas. Su presunta homosexualidad fue considerada por Gibbon y por otros autores, como Pierre-Jean-Baptiste Chaussard, una señal inequívoca de la decadencia de la civilización romana.
Debido a estas historias, a finales del siglo XIX, Heliogábalo se convirtió en una especie de héroe del movimiento decadente.
Aparece en muchas pinturas y poemas como el epítome de un esteta amoral. Su vida y carácter han inspirado o al menos informado muchas obras de arte famosas, entre ellas las siguientes:

#### Literatura
- Prosas profanas (1896); en las Palabras liminares Rubén Darío lo cita: «¡Qué queréis!, yo detesto la vida y el tiempo en que me tocó nacer; y a un presidente de República, no podré saludarle en el idioma en que te cantaría a ti, ¡oh Halagabal! (Heliogábalo), de cuya corte —oro, seda, mármol— me acuerdo en sueños...».
- William Wilson (1839), de Edgar Allan Poe, abre con una alusión a la maldad de Heliogábalo.
- El crimen del padre Amaro (1875), por José María Eça de Queirós, alude a los vicios y las perversidades de Heliogábalo.
- Un emperador (incluido en el libro Les morts bizarres, 1876), de Jean Richepin. En este relato, un joven se suicida lamentando "no haber podido vivir" como este emperador.
- L'Agonie (Agonía) (1889), una novela del escritor francés Jean Lombard.
- The Sun God (1904), una novela del escritor inglés Arthur Westcott.
- De Berg van Licht (La montaña de luz) (1905), una novela del escritor neerlandés Louis Couperus.
- Algabal (1892–1919), una colección de poemas del poeta alemán Stefan George.
- The Amazing Emperor Heliogabalus (1911), una biografía por el catedrático de Oxford John Stuart Hay.
- St. Dorothy, un poema de Algernon Charles Swinburne, que se refiere al martirio de santos bajo el emperador Heliogábalo.
- Héliogabale ou l'Anarchiste couronné (Heliogábalo, o el anarquista coronado, 1934), ensayo del surrealista francés Antonin Artaud. Editado en España por Dilema (1980), Editorial Fundamentos (1997) y MCA (2000).
- Family Favourites (1960), una novela del escritor anglo-argentino Alfred Duggan.
- Child of the Sun (1966), una novela de Lance Horner y Kyle Onstott, quienes fueron más famosos por escribir la novela en que se basa la película, Mandingo.
- Super-Eliogabalo (1969), una novela del escritor italiano Alberto Arbasino. Fue editado en España como Súper-Heliogábalo en 1973 por la Editorial Seix Barral, S.A.
- Breakfast of Champions (El desayuno de los campeones, 1973), una novela de Kurt Vonnegut que por error se refiere a Fálaris, un tirano siciliano, como Heliogábalo. Fue editado en España en 1999 por Editorial Anagrama, S.A.
- Boy Caesar (2004), una novela del escritor inglés Jeremy Reed.
- Being an Account of the Life and Death of the Emperor Heliogabolus, un cómic de 24 horas por Neil Gaiman.
- Apolo no Existe (2020) de Juan José Robles. Editorial Libros.com. Ficción histórica basada en la vida de Heliogábalo. ISBN: 978-84-17993-69-6
- “Las monedas de Heliogábalo “, obra de teatro del autor Marcial Suárez, Premio Isaac Fraga 1964. Estrenada en el teatro Beatriz de Madrid, en octubre de 1965, interpretada por María Luisa Merlo y Carlos Larrañaga.

#### Pinturas
- Las rosas de Heliogábalo (1888), por el académico anglo-neerlandés Sir Lawrence Alma-Tadema.
- Heliogábalo, sumo sacerdote del Sol (1866), fue pintado por el decadente inglés Simeon Solomon, en un tiempo amigo íntimo de Algernon Charles Swinburne.

#### Música
- Eliogabalo, una ópera del compositor barroco veneciano Francesco Cavalli (1667).
- Heliogabale, una ópera del compositor francés Déodat de Séverac que se estrenó en 1910.
- Heliogabalus Imperator (Emperador Heliogábalo), una obra orquestal del compositor alemán Hans Werner Henze (1972).
- Eliogabalus, un álbum de la banda de rock Devil Doll (1990).
- Six Litanies for Heliogabalus, del saxofonista y compositor John Zorn (2007).
- Heliogábalo también aparece mencionado en la «Major-General's Song» de la opereta de Gilbert y Sullivan Los piratas de Penzance: I quote in elegiacs all the crimes of Heliogabalus («Cito en elegías todos los crímenes de Heliogábalo»).
- Heliogabale, a french rock band, una banda de rock francesa que ha lanzado cinco álbumes desde 1995.
- Heliogabalus, una canción de Momus de su álbum de 2001 Folktronic, en la que el narrador defiende a Heliogábalo, diciendo que «no había que echarle la culpa» por las «muertes que causó».
- En Cantata de puentes amarillos, de Pescado Rabioso, Luis Alberto Spinetta cuenta que la «sangre alrededor» de la que habla la canción es tanto "la sangre de la herida de la oreja de Van Gogh y también la sangre de Heliogábalo cuando lo tiran a las letrinas de la ciudad".

#### Danza
- Héliogabale, una danza contemporánea coreografiada por Maurice Béjart.

#### Películas
- Héliogabale, una película muda del director francés André Calmettes.
- Héliogabale, ou L'orgie romaine, un cortometraje mudo del director francés Louis Feuillade.

#### Dramas
- Mencken, H.L. and Nathan, George Jean. Heliogabalus A Buffoonery in Three Acts. Nueva York: Alfred A. Knopf, 1920.
- Elagabalus, Emperor of Rome (2008), una obra de la dramaturga estadounidense Shawn Ferreyra, que se estrenó en San Francisco, California, del 18 de enero al 2 de febrero de 2008.
- Escobar, C.H. de. "Heliogábalo: o Sol e a Pátria". Ed. Devir. Río de Janeiro. 1989.
- Las monedas de Heliogábalo (Marcial Suárez; 1966) (JC)

#### Vocabulario
- En español, la palabra heliogábalo[58] quiere decir «Persona dominada por la gula».